# 제이시 두가드 유괴 사건
제이시 두가드 유괴 사건은 미국 캘리포니아주 메이어스에서 1991년 6월 10일에 발생했다. 당시 11세였던 제이시 두가드는 집에서 가까운 학교 버스 정류장에서 공개적으로 납치됐다.
18년 후인 2009년 8월 26일, 생존중인 제이시의 신병이 확보되었다.

## 사건 발생
1991년 6월 10일, 제이시는 집 근처 버스 정류장에서 학교 버스를 기다리고 있었다. 그러나 눈앞에서 한 자동차가 U턴하고 2명이 차에서 하차하여 제이시를 강제로 차 안에 밀어 넣었다. 제이시의 양아버지 칼 프로빈(Carl Probyn)과 몇 명의 반 친구들이 그 모습을 목격했다. 칼은 자전거로 그 차를 쫓아 갔지만 따라 잡을 수가 없었다.
용의자 목록에는 친아버지 켄 스레이턴(Ken Slayton)과 양아버지가 올랐으나, 혐의를 벗었다.
사건 발생 몇 시간 만에 미국에서 언론이 사건을 취재하려고 이 지역으로 방문하였으며, 며칠 만에 수십 명의 지역의 자원 봉사자가 수색 작업을 도우려고 나섰다.
그러나 제이시가 발견되지 않았다.